# Convenția de la Schengen

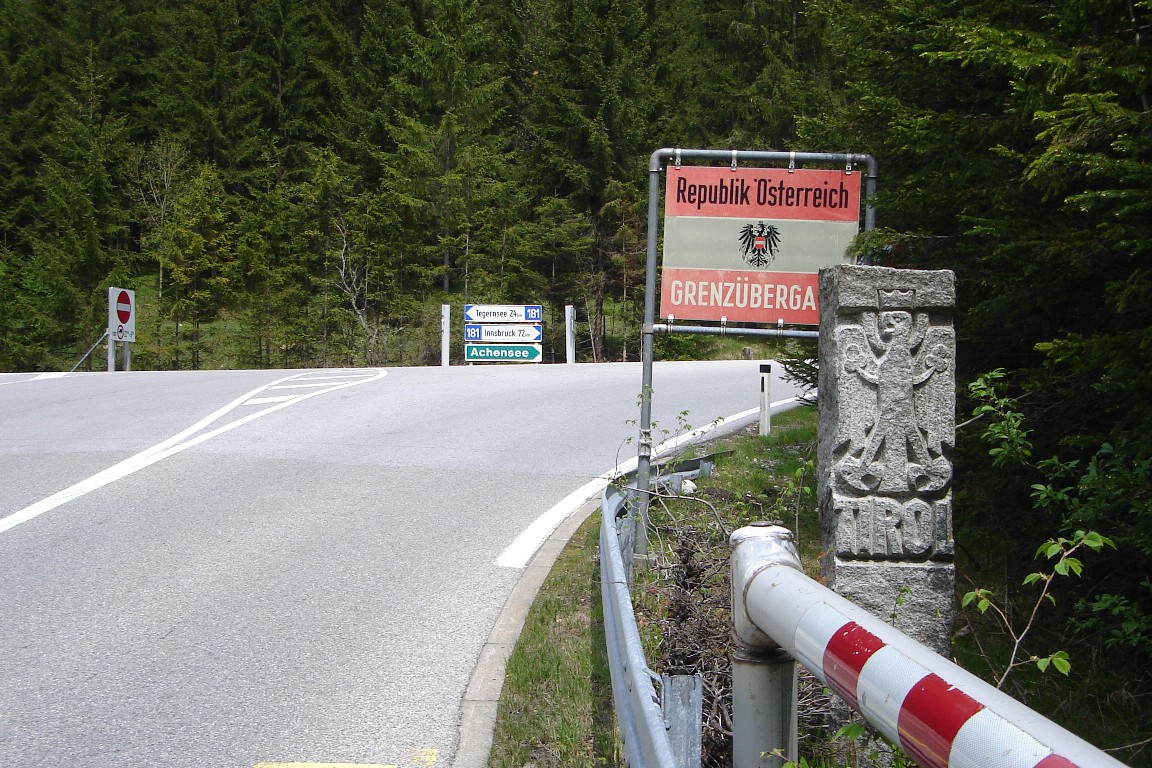
O frontieră Schengen interioară între Germania și Austria

Convenția de la Schengen din 1990, de aplicare a Acordului de la Schengen din 1985, a reglementat deschiderea frontierelor dintre țările europene semnatare. Pentru cetățenii europeni și membrii lor de familie, libera circulație în Uniunea Europeană decurge pe de o parte din directiva 2004/38/CE. Teritoriul astfel delimitat este numit de obicei « Spațiul Schengen », de la numele satului luxemburghez Schengen, unde a fost semnat Acordul de la Schengen, între cele cinci state semnatare, la data de 14 iunie 1985. Alegerea acestui loc a fost simbolică întrucât este vorba despre un punct de frontieră triplă între Luxemburg (prin urmare, mai pe larg, Benelux), Germania și Franța (pe malul râului Mosela). Dacă prima Convenție de la Schengen datează din 1985, Spațiul Schengen a fost instituționalizat la scară europeană prin Tratatul de la Amsterdam din 2 octombrie 1997. Spațiul Schengen cuprinde în prezent (decembrie 2016) 26 de state membre.
Tratatul de la Lisabona, semnat la 13 decembrie 2007, modifică regulile juridice privitoare a  Spațiul Schengen, întărind noțiunea de « spațiu de libertate, securitate și justiție ». Acesta face să intervină mai ales cooperarea polițienească și judiciară în materie penală, și vizează punerea în comun a politicilor de viză, de azil și imigrare, îndeosebi prin înlocuirea metodei interguvernamentale prin metoda comunitară.
Țările semnatare practică o politică comună în privința vizelor și au întărit controalele la frontierele limitrofe ale țărilor exterioare spațiului. Deși, în teorie, nu mai există controale la frontierel interne din Spațiul Schengen, acestea pot fi puse în aplicare , în mod temporar, dacă se dovedesc necesare pentru menținerea ordinii publice sau a securității naționale. De acum înainte, cetățenii străini care dispun de o viză de lungă durată pentru una din țările membre pot circula în mod liber în interiorul acestei zone.

## Originea

Harta Europei pe care sunt indicate statele spațiului Schengen. Indicate în gri sunt statele din afara acordului, în albastru deschis sunt indicate țările spațiului propriu-zis de liberă circulație. Cu verde sunt indicate țările care implementează Acquis-ul Schengen și care sunt în proces de aderare. Regatului Unit și Irlandei (roșu) li s-a permis să nu implementeze acordul Schengen pe teritoriul lor.

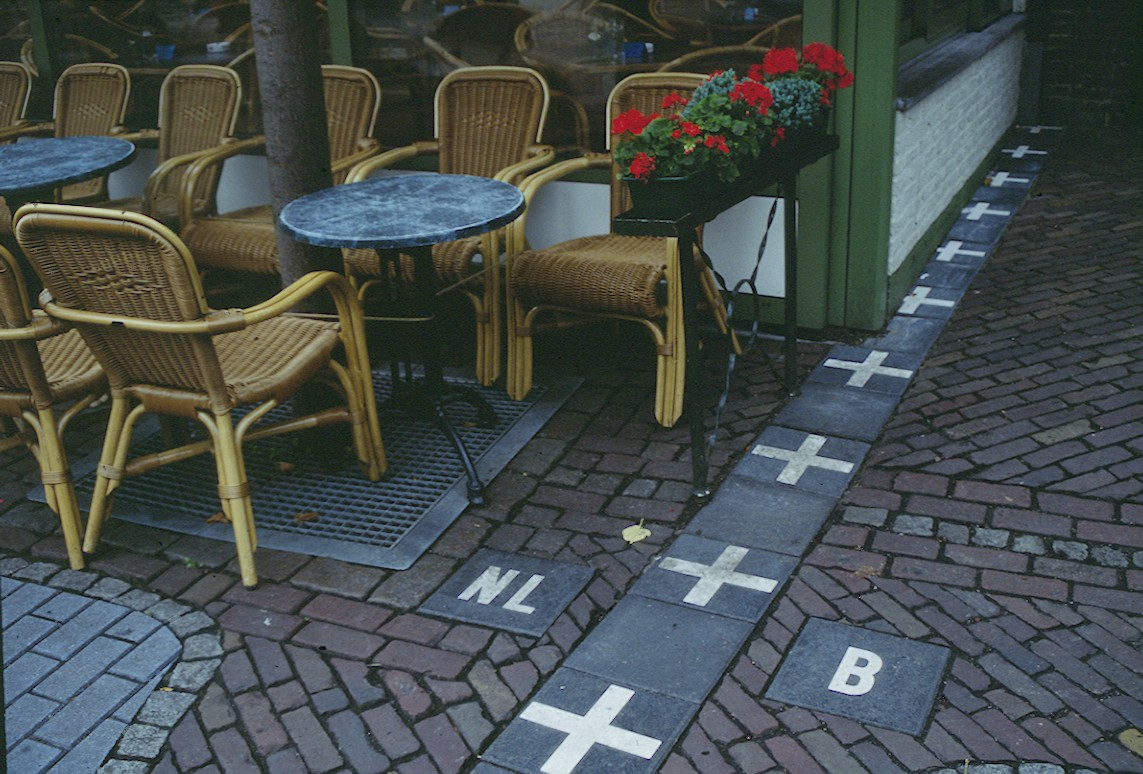
Frontieră Schengen între Belgia și Țările de Jos.

După Acordul de la Schengen care datează din 1985, a fost semnată Convenția de la Schengen în 1990; aceasta a intrat în vigoare în 1995. În timp ce erau minoritare în acordul din 1985, articolele privitoare la cooperarea polițienească, imigrație și azil sunt de acum majoritare (100 din 142 de articole). Convenția consacră noțiunea de « vamă volantă », permițând controale vamale în orice punct al teritoriului, fie că ar fi vorba de controlul mărfurilor ori al permiselor de ședere (Vd., de exemplu, art. 67 din Codul vamal francez.) Noțiunea de « frontieră » evoluează, ieșind din strictul înțeles geografic pentru a deveni mobilă, fluctuantă, supusă percepției vameșilor.

Convenția de aplicare a Acordului Schengen a fost ratificată de Germania, țările Beneluxului (Belgia, Țările de Jos și Luxemburg), Franța (19 iunie 1990), Italia (27 noiembrie 1990), Spania și Portugalia (25 iunie 1995), dar Franța a cerut o perioadă probatorie de trei luni, în timpul cărora controale aleatorii au fost introduse la frontierele terestre, în timp ce au fost ridicate controalele la aeroporturi. În urma valului de atentate din vara lui 1995, Franța a restabilit controalele, făcând apel la art. 2.2 care prevede această posibilitate 
„pentru o perioadă limitată”
 și 
„când ordinea publică sau la securitatea națională o impun.”
 Franța a ridicat toate controalele la 26 martie 1996, cu excepția frontierelor cu Belgia și Luxemburgul, dată fiind toleranța neerlandeză față de anumite droguri. Pentru acest lucru i s-au făcut reproșuri / mustrări din partea partenerilor săi, iar în 1996, grupul Schengen a hotărât precizarea domeniului de aplicare al clauzei de salvgardare (art. 2.2).

### Extinderea Spațiului Schengen în urma lărgirii Uniunii Europene
Convenția a fost semnată de Grecia (6 noiembrie 1992) și de Austria (28 aprilie 1995), apoi de Danemarca, Finlanda, Suedia, precum și de Norvegia și Islanda, ținându-se cont și pentru a se prezerva tratatul existent de liberă circulație între Țările Nordice, la 19 decembrie 1996.
Norvegia și Islanda, de altfel semnatare ale Convenției de la Dublin, au semnat un acord de cooperare cu Statele Schengen în același timp cu semnarea acordului de către Danemarca, Finlanda și Suedia: aceste ultime trei state, membre ale Uniunii Europene, dispuneau deja de un regim de liberă circulație în care erau incluse și Norvegia și Islanda, denumit Uniunea Nordică a Pașapoartelor.
Italia a aplicat Convenția din 1 iulie 1997, Austria și Grecia au aplicat-o din 1 decembrie 1997, totuși, ridicarea totală a controalelor persoanelor la frontierele aeriene și maritime nu a intervenit în Grecia decât la 26 martie 2000, în timp ce Italia  le ridicase la 26 octombrie 1997, iar Austria la 1 decembrie 1997.

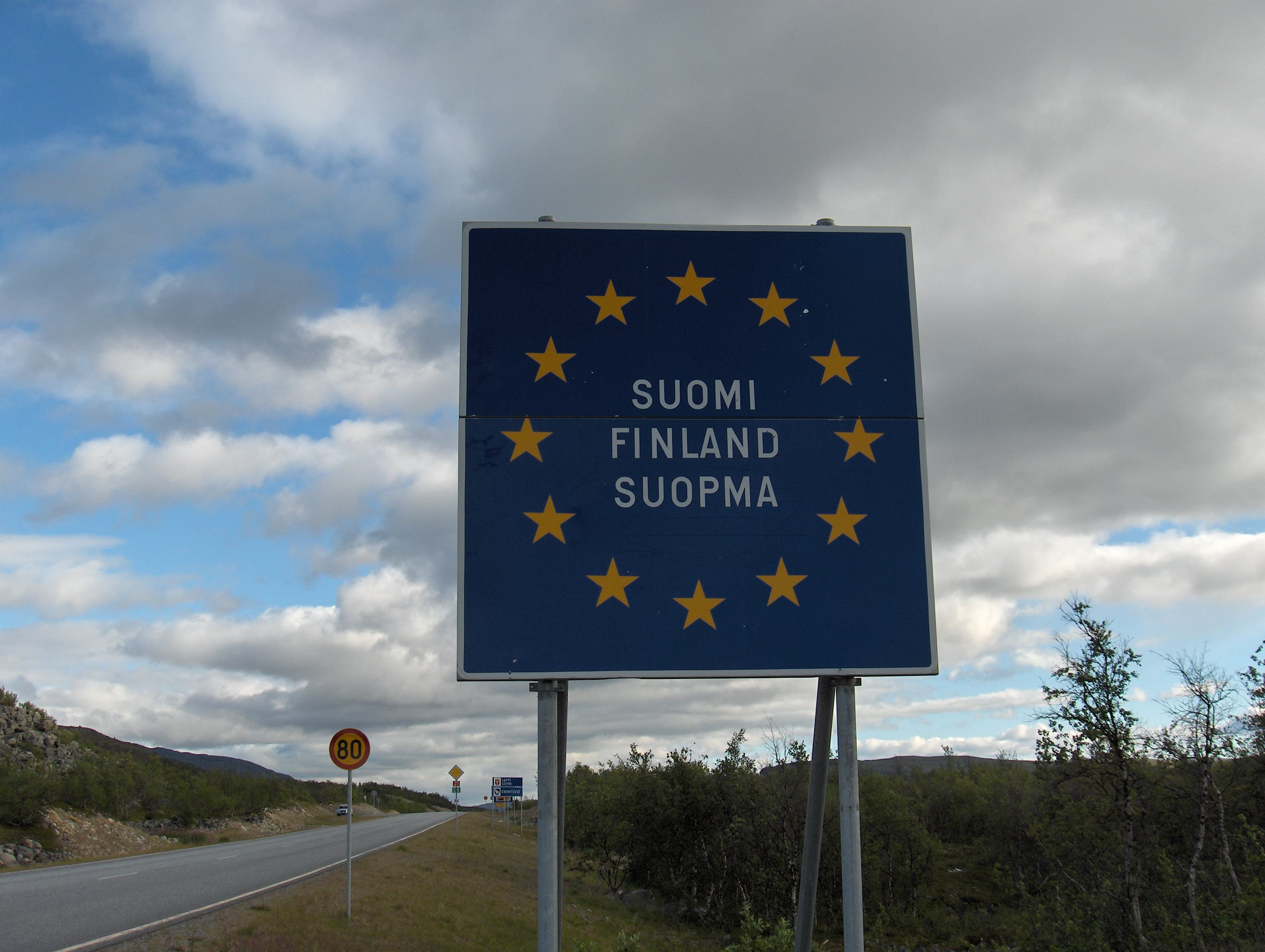
Panou trilingv (finlandeză, suedeză și sami) care marchează o frontieră Schengen interioară aproape de Kilpisjärvi (Finlanda)

Tratatul de la Amsterdam (1997) prevede încorporarea Acordului Schengen în celelalte tratate ale Uniunii Europene. Irlanda  și Regatul Unit nu au semnat, totuși, Convenția de la Schengen, dar au semnat Convenția de la Dublin cu privire la dreptul de azil. Într-adevăr, dificultățile au survenit când a fost vorba despre frontierele Gibraltarului și cooperarea cu Spania. De o parte, problemele relative la libertatea circulației între Insulele Britanice (inclusiv Irlanda și Insulele Anglo-Normande) sunt în curs de examinare și fac obiectul unui acord specific (zis Compromisul de la Dublin) destinat protejării acquis-urilor  celor două spații de libertate, dar mai ales punerii în practică a dispozitivului comun de control prevăzut în sistemul Schengen și putând beneficia de o cooperare întărită de un schimb de informații între semnatarele Compromisului de la Dublin (așa cum s-a procedat cu protejarea acquis-urilor libertății de circulație între Țările Nordice). Acest dispozitiv a fost mai întâi pus în practică pentru lupta contra huliganismului (prin partajul semnalmentelor de interdicții luate contra unor persoane), dar care se extinde acum la prevenirea traficurilor ilegale de bunuri, de servicii sau de persoane.

### Extinderea cu Elveția și cu Liechtenstein
La 13 mai 2004, negocierile cu Elveția pentrtu participarea la Spațiul Schengen au reușit. 54,6 % din votanți au aprobat această adeziune prin vot popular la data de 5 iunie 2005. Elveția a devenit astfel membru al Spațiului Schengen, în aceleași condiții ca și celelalte țări nemembre ale Uniunii Europene părți ale acestui acord, Islanda și Norvegia. Această adeziune  a fost efectivă îndată după ce toate țările membre au ratificat acordul încheiat cu Elveția, în februarie 2008. Apoi procedura de evaluare a reușit în noiembrie 2008. La 12 decembrie 2008, la miezul nopții, Confederația Helvetică s-a integrat Spațiul Schengen.  Totuși, mărfurile continuă să fie controlate întrucât Elveția nu a încheiat acord de Uniune Vamală cu Uniunea Europeană.
Adeziunea Elveției privește și Principatul Liechtenstein întrucât Elveția se ocupă, din 1924, de controlul de la frontiera dintre Liechtenstein și Austria. În afară de aceasta, Liechtenstein a semnat la 28 februarie 2008 și un acord de integrare formală în Spațiul Schengen, care a fost ratificat la 7 martie 2011. După un proces de evaluare în domeniile protecției datelor, cooperării polițienești și al Sistemului de Informații Schengen SIS/Sirene, adeziunea Liechtensteinului a fost confirmată la 18 decembrie 2011.

## Membrii Convenției și punerea în aplicare
Pentru fiecare stat membru, există un răgaz între semnarea acordului (pentru a deveni membru) și punerea în aplicare a acestuia.

### Aplicarea
- 26 martie 1995: Germania, Belgia, Franța (cu restricții până în martie 1996), Luxemburg, Țările de Jos, Portugalia și Spania.
- 26 octombrie 1997: Italia
- 1 decembrie 1997: Austria
- 8 decembrie 1997: Grecia. Această țară nu aplică acordul decât în aeroporturi și porturi (îndeosebi între Igoumenitsa și diferite porturi italiene), neavând frontiere terestre cu un alt stat care aplică Acordurile Schengen. În afară de aceasta, Grecia nu aplică Convenția de la Schengen pentru cetățenii Republicii Macedonia
- 25 martie 2001: Danemarca, Finlanda, Islanda, Norvegia și Suedia.
- 21 decembrie 2007: Estonia, Letonia, Lituania, Polonia, Republica Cehă, Slovacia, Ungaria, Slovenia și Malta,
- 12 decembrie 2008: Elveția.
- 19 decembrie 2011: Liechtenstein

Cele opt state din Europa Centrală și Orientală care au semnat la 1 mai 2004, cât și Malta, au pus în aplicare acordul începând din 21 decembrie 2007 pentru frontierele terestre și maritime, și începând din 30 martie 2008 pentru frontierele aeriene, Ciprul având un planning amânat. Elveția a început să aplice acordul la 12 decembrie 2008, în urma aprobării comisiei de evaluare. Decizia formală a fost luată la 27 noiembrie 2008.
Fiecare nouă țară, înainte de a aplica complet acordul Schengen, trebuie să satisfacă unele condiții în cele patru domenii următoare: frontierele aeriene, vizele, cooperarea polițienească și protecția datelor personale. Acest proces de evaluare implică completarea câte unui chestionar de către fiecare stat candidat și vizite ale experților Uniunii Europene la instituțiile și locurile de muncă selecționate în țările respective să fie efectuate.